# 30 Brygada Artylerii Haubic Ciężkich
30 Brygada Artylerii Haubic Ciężkich (30 BAHC) – związek taktyczny artylerii Wojska Polskiego.
Brygada została sformowana latem 1953 roku, w garnizonie Grudziądz, w składzie 6 Dywizji Artylerii Przełamania, według etatu Nr 4/98 o stanie 747 żołnierzy i 12 pracowników kontraktowych. Jednostka została utworzona na bazie 74 pułku artylerii haubic oraz stanu osobowego i wyposażenia 108 pułku artylerii haubic bez jednego dywizjonu. W grudniu 1955 roku brygada została rozformowana.